# Glengorm Castle

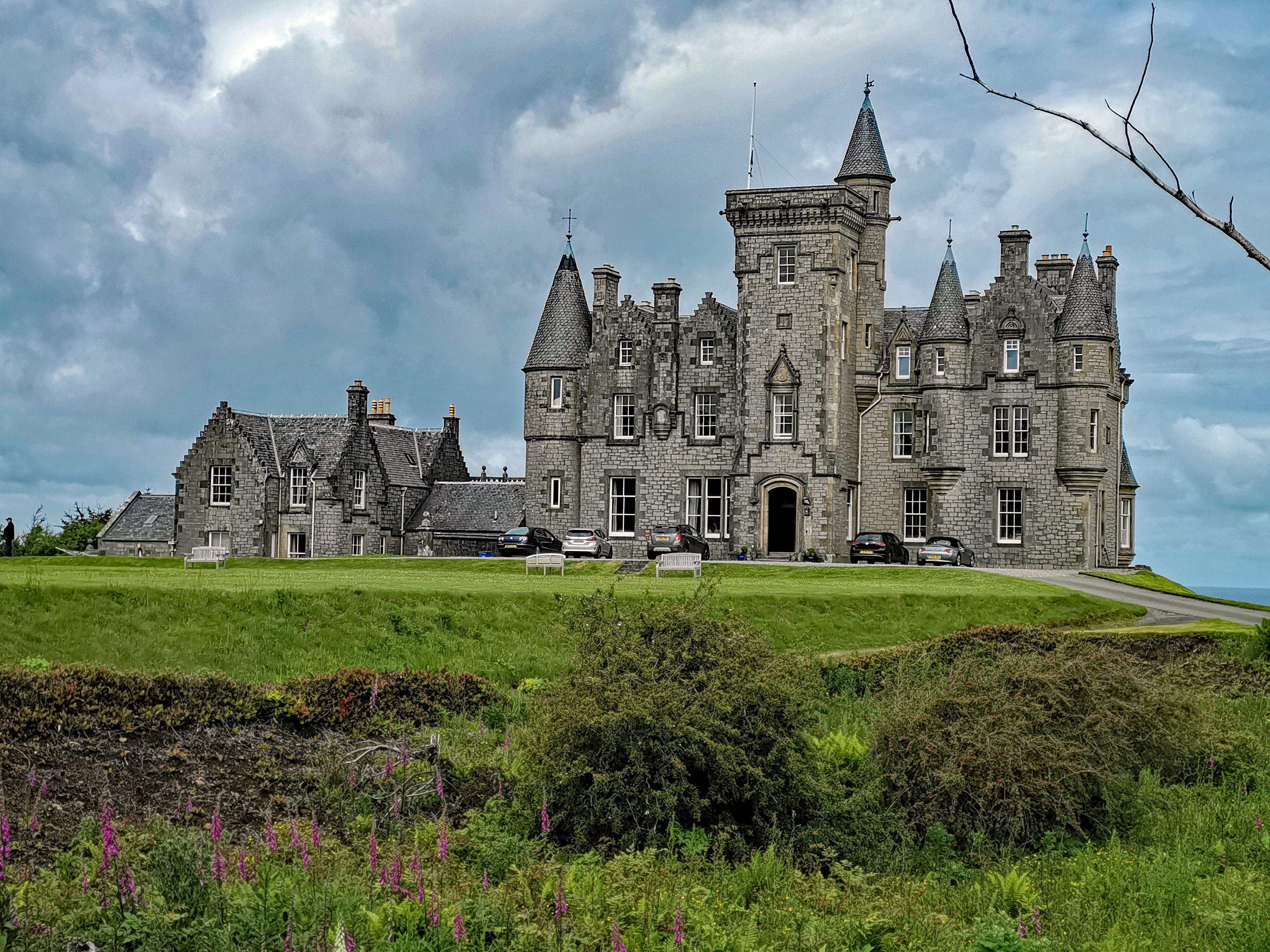
Glengorm Castle

Glengorm Castle, auch Castle Sorn genannt, ist ein Landhaus etwa 6 km nordwestlich von Tobermory auf der Isle of Mull in der schottischen Council Area Argyll and Bute. Historic Scotland hat das Haus aus dem 19. Jahrhundert als historisches Bauwerk der Kategorie B gelistet.

## Beschreibung
Das Anwesen Mishnish kaufte James Forsyth aus Quinish 1856. Er ließ die dort existierende Siedlung Sorne abreißen, um für das neue Haus Platz zu schaffen, das 1860 fertiggestellt wurde. Das Haus wurde von Kinnear and Peddie in Scottish Baronial Style entworfen. Heute dient es als Gästehaus und Hochzeitssaal; in den früheren Stallungen sind ein Café und ein Laden untergebracht. Das Landhaus liegt auf einer Landspitze über dem Atlantik. An klaren Tagen kann man von Haus aus die Äußeren Hebriden und die Inseln Uist, Rùm und Canna sehen.
James Forsyth war eine wohlgehasste Figur auf der Insel. Er vertrieb die ansässige Bevölkerung durch Schikanen und permanentem Druck. Eine alte Frau hatte einen Titel für ihr Land, den Forsyth ihr einfach wegnahm und ins Feuer warf; er sagte ihr, sie hätte eine Woche Zeit, um zu verschwinden. Als er zurückkam, traf er auf die Frau und einen örtlichen Beamten, der das Original des Titels hatte. Forsyth, der vor Wut schäumte, beschloss, ihr Land einzuzäunen, sodass sie es nicht mehr verlassen und einkaufen konnte. Aber die Frau hielt es dort sehr gut aus; man erzählt sich, dass Männer über die nahegelegenen Klippen kletterten und ihr Vorräte brachten. Als Forsyth das Landhaus bauen ließ, sagte ihm eine andere alte Frau, dass er niemals dort leben werde. Er starb kurz bevor Glengorm Castle fertiggestellt wurde. Während des Baus fragte Forsyth eine weitere alte Frau, wie er sein großartiges, neues Haus nennen sollte. Sie schlug den Namen „Glengorm“ vor und er verstand nicht, das dies „blauer Rauch“ bedeutete, ein Hinweis auf den Torfrauch, der nicht länger aus den Häusern derjenigen aufsteigen würde, die er heimatlos gemacht hatte. Viele der Vertriebenen zogen nach Tobermory, um Arbeit zu finden.